# Wild Man Blues
Wild Man Blues är en dokumentärfilm från 1998 som dels porträtterar Woody Allens dixielandbands första turné genom Europa, samt hans relation med Soon-Yi Previn. Filmen är märkvärdig av två anledningar, Woody Allens jazzband spelar vanligtvis på måndagar på restaurangen Café Carlyle i New York och har aldrig gjort någon omfattande turné tidigare, för det andra så ger filmen inblick i Woodys och Soon-Yis kontroversiella relation för första gången. Soon-Yi som tidigare varit adopterad dotter till Woody Allens förra fru Mia Farrow.
1. ↑  läs online, Internet Movie Database , läst: 16 april 2016.[källa från Wikidata]
2. ↑  läs online, www.allmovie.com .[källa från Wikidata]
3. ↑  läs online, www.allmovie.com .[källa från Wikidata]